# Juventus Football Club 2020-2021
Questa voce raccoglie le informazioni riguardanti la Juventus Football Club nelle competizioni ufficiali della stagione 2020-2021.

## Stagione
Nell'estate 2020 la Juventus, nonostante sia reduce dalla vittoria del nono campionato consecutivo, cambia ancora guida tecnica: dopo un solo anno a Torino, Maurizio Sarri viene esonerato, a causa soprattutto dello scarso feeling con l'ambiente bianconero, e sostituito dall'esordiente Andrea Pirlo, che inizialmente era stato scelto per la guida della seconda squadra juventina.
Per quanto riguarda il mercato dei giocatori, i bianconeri perfezionano con il Barcellona lo scambio di centrocampisti tra il bosniaco Miralem Pjanić, che si trasferisce agli spagnoli, e il brasiliano Arthur, che compie il percorso inverso. A centrocampo si segnalano anche gli arrivi di Dejan Kulusevski, acquistato dall'Atalanta nella sessione di mercato precedente ma lasciato in prestito al Parma, Weston McKennie dallo Schalke 04 e Federico Chiesa dalla Fiorentina. In attacco il rinforzo scelto dai torinesi è Álvaro Morata, di ritorno dall'Atlético Madrid dopo 4 anni. A salutare sono invece Blaise Matuidi e Gonzalo Higuaín che, dopo aver risolto con la Juventus, si trasferiscono all'Inter Miami. Lasciano anche Daniele Rugani, Mattia De Sciglio e Douglas Costa, che vengono ceduti in prestito rispettivamente a Rennes, Olympique Lione e Bayern Monaco, mentre, durante la sessione invernale, Sami Khedira risolve il proprio contratto per poi accasarsi all'Hertha Berlino.

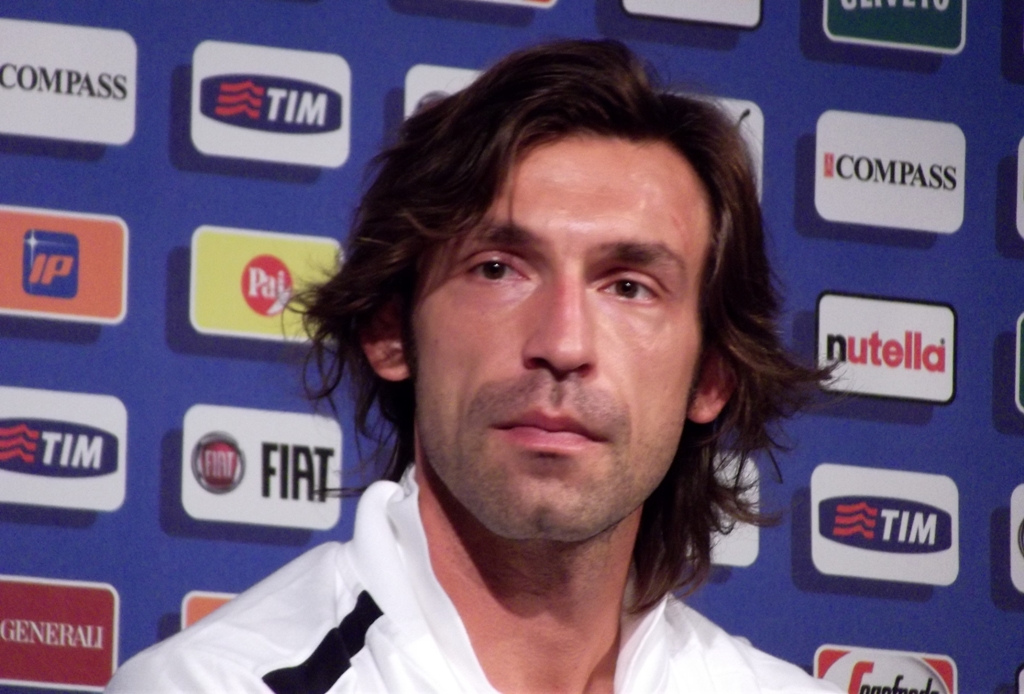
L'ex regista juventino Andrea Pirlo debutta da allenatore proprio sulla panchina bianconera: lanciato nel grande calcio senza esperienza né gavetta, l'azzardo non paga e i torinesi vedono sfumare il sogno del decimo scudetto consecutivo, delusione lenita solo in parte dai trionfi stagionali in Supercoppa italiana e Coppa Italia.

In una stagione ancora segnata dall'assenza del pubblico negli stadi per via della pandemia di COVID-19, la Juventus inizia il proprio campionato con la convincente vittoria casalinga per 3-0 sulla Sampdoria, a cui segue il pareggio esterno per 2-2 all'Olimpico contro la Roma. Dopo il successo a tavolino contro il Napoli, in seguito revocato dal terzo grado della giustizia sportiva tra le polemiche generali, e la conseguente sosta per le nazionali, i bianconeri incappano in quattro inattesi pareggi con Lazio, Verona, Benevento e Crotone (queste ultime due neopromosse in Serie A), che li allontanano dal primo posto occupato dal Milan. I piemontesi sembrano rialzarsi ottenendo tre successi (2-1 in extremis nel derby della Mole col Torino, 1-3 al Ferraris col Genoa e 0-4 al Tardini col Parma), ma alla 14ª giornata arriva la prima sconfitta stagionale per mano della Fiorentina la quale s'impone con un netto 0-3 all'Allianz Stadium, andando a mettere in discussione l'operato di Pirlo e dell'intera squadra.
La Juventus inizia il 2021 con tre vittorie consecutive su Udinese, Sassuolo (rispettivamente per 4-1 e 3-1 all'Allianz Stadium) e sul Milan capolista (1-3 a San Siro); quest'ultimo successo viene tuttavia vanificato dalla sconfitta per 2-0, sempre al Meazza, contro l'Inter dell'ex bandiera Antonio Conte, la quale relega così gli stessi bianconeri al quarto posto in classifica (con una partita ancora da recuperare), a dieci punti di distanza dai rossoneri campioni d'inverno. Dopo la battuta d'arresto contro i nerazzurri, la squadra di Pirlo inanella tre vittorie consecutive, tra cui lo scontro diretto per il terzo posto con la Roma, regolata per 2-0 a Torino; salvo poi capitolare per la terza volta in campionato contro il Napoli (sconfitta per 1-0 al rinominato Diego Armando Maradona) e venir fermata sull'1-1 dal Verona al Bentegodi, riducendosi le speranze di ottenere il decimo scudetto consecutivo anche a causa del positivo andamento dell'Inter, che nel frattempo aveva effettuato il sorpasso al comando della classifica a sfavore dei cugini milanesi.
Nonostante un ritardo di dieci punti dall'Inter, e al contemporaneo secondo slittamento del recupero col Napoli (inizialmente previsto per metà marzo e poi nuovamente rinviato al mese di aprile), la Juventus sconfigge Crotone, Spezia, Lazio e Cagliari, stabilendosi al terzo posto e avvicinando il Milan alla seconda piazza, complice anche il lento andamento dei rossoneri. La sconfitta casalinga contro il Benevento spegne però definitivamente le speranze di rimonta scudetto. Scivolati anche fuori dalle prime quattro posizioni, i bianconeri centrano la qualificazione alla Champions League (la decima consecutiva) solo all'ultima giornata, superando in extremis il Napoli e chiudendo quarti.

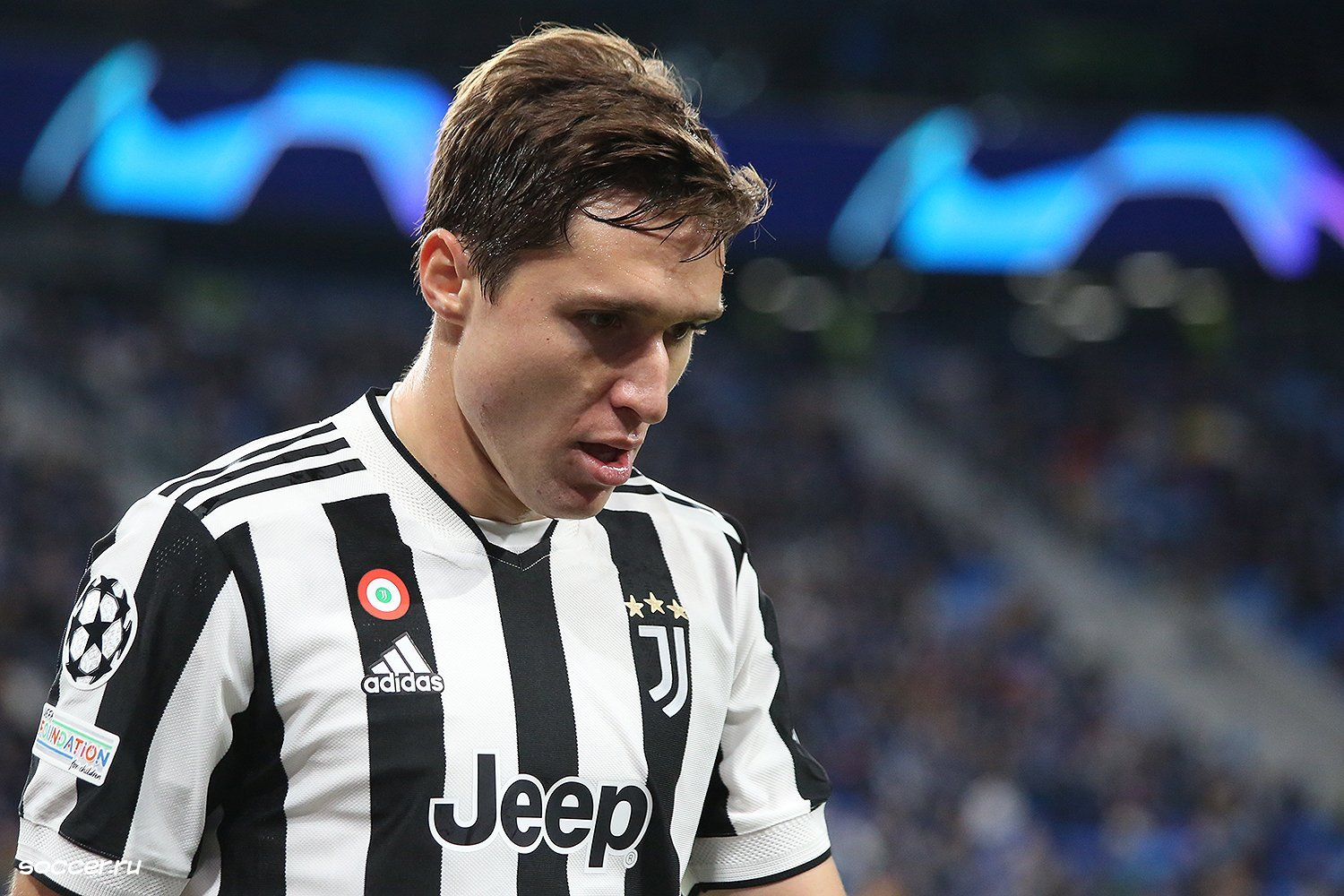
L'esterno Federico Chiesa fuga presto i dubbi di tifosi e addetti ai lavori circa il suo arrivo a Torino e s'impone quale maggiore rivelazione bianconera della stagione, spesso assurgendo a trascinatore nonostante la giovane età.

Sul fronte europeo i piemontesi vengono inseriti nel Gruppo G di Champions League con gli spagnoli del Barcellona, gli ucraini della Dinamo Kiev e gli ungheresi del Ferencváros. Dopo aver sconfitto agevolmente ucraini e ungheresi sia nelle gare casalinghe che in quelle in trasferta, i bianconeri perdono per 0-2 all'Allianz Stadium contro i blaugrana ma, grazie al perentorio successo per 0-3 al Camp Nou con le reti di Weston McKennie e Cristiano Ronaldo, si classificano al primo posto del girone in virtù della migliore differenza reti nei due scontri diretti con gli stessi catalani. Il cammino della Juventus termina però clamorosamente, per il secondo anno consecutivo, agli ottavi di finale per mano dei lusitani del Porto che, nonostante la sconfitta per 3-2 all'Allianz Stadium dopo i tempi supplementari, eliminano i bianconeri grazie alla regola dei gol in trasferta a seguito della vittoria, per 2-1, maturata nel match d'andata all'Estádio do Dragão.
Per quanto riguarda le coppe nazionali, la Juventus incomincia il proprio cammino in Coppa Italia dagli ottavi di finale, dove sconfigge per 3-2 il Genoa dopo i tempi supplementari. I piemontesi raggiungono poi, per il secondo anno consecutivo, la finale di Coppa dopo aver sconfitto per 4-0 la SPAL nei quarti di finale e l'Inter nel doppio confronto in semifinale (vittoria per 1-2 al Meazza e pareggio a reti bianche all'Allianz Stadium): il 19 maggio 2021, al Mapei Stadium di Reggio Emilia, gli uomini di Pirlo battono per 2-1 l'Atalanta e per la quattordicesima volta nella storia si appuntano al petto la coccarda tricolore. Il precedente 20 gennaio, nel frattempo, sempre a Reggio Emilia i bianconeri avevano superato per 2-0 il Napoli aggiudicandosi la loro nona Supercoppa italiana.

## Divise e sponsor

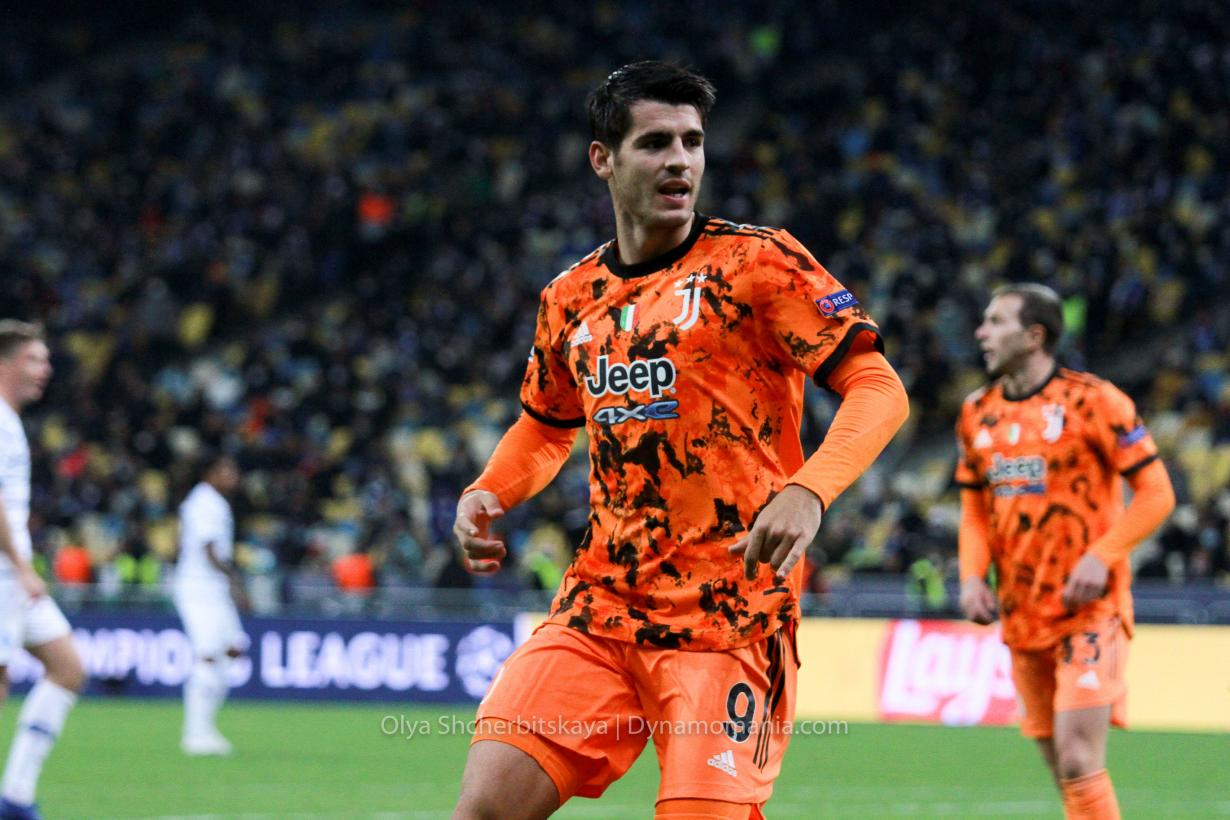
Álvaro Morata, alla sua seconda esperienza a Torino, in azione nella trasferta di Kiev con la terza divisa arancione.

Il fornitore tecnico per la stagione 2020-2021 è adidas, mentre gli sponsor ufficiali sono Jeep, il back sponsor Cygames e il training kit sponsor Allianz.
La prima divisa è caratterizzata dal ritorno, dopo una stagione di assenza, della classica maglia juventina a strisce bianconere, queste reinterpretate secondo un effetto pennellato, e dalla presenza di vari dettagli dorati; pantaloncini e calzettoni sono bianchi, anch'essi con richiami dorati. La seconda divisa è un completo «night indigo» con dettagli argentati, mentre la terza divisa segna un debutto assoluto nella storia del club, l'arancione, declinato in un disegno fortemente artistico.
Il 25 ottobre 2020 la squadra gioca la sfida casalinga di campionato contro il Verona con una speciale quarta divisa, frutto della collaborazione tra adidas e il marchio Humanrace del cantautore Pharrell Williams: questa fa parte di una particolare collezione che celebra la storia dei cinque club più blasonati vestiti da adidas (oltre alla Juventus, anche Arsenal, Bayern Monaco, Manchester Utd e Real Madrid) nell'annata 2020-2021, rielaborando alcune casacche del passato attraverso un approccio streetwear. Nello specifico dei torinesi, il richiamo è alla seconda maglia della stagione 2015-2016, ridisegnata secondo una tecnica «hand-painted»; tra i dettagli, la presenza del vecchio stemma societario usato fino all'annata 2016-2017.

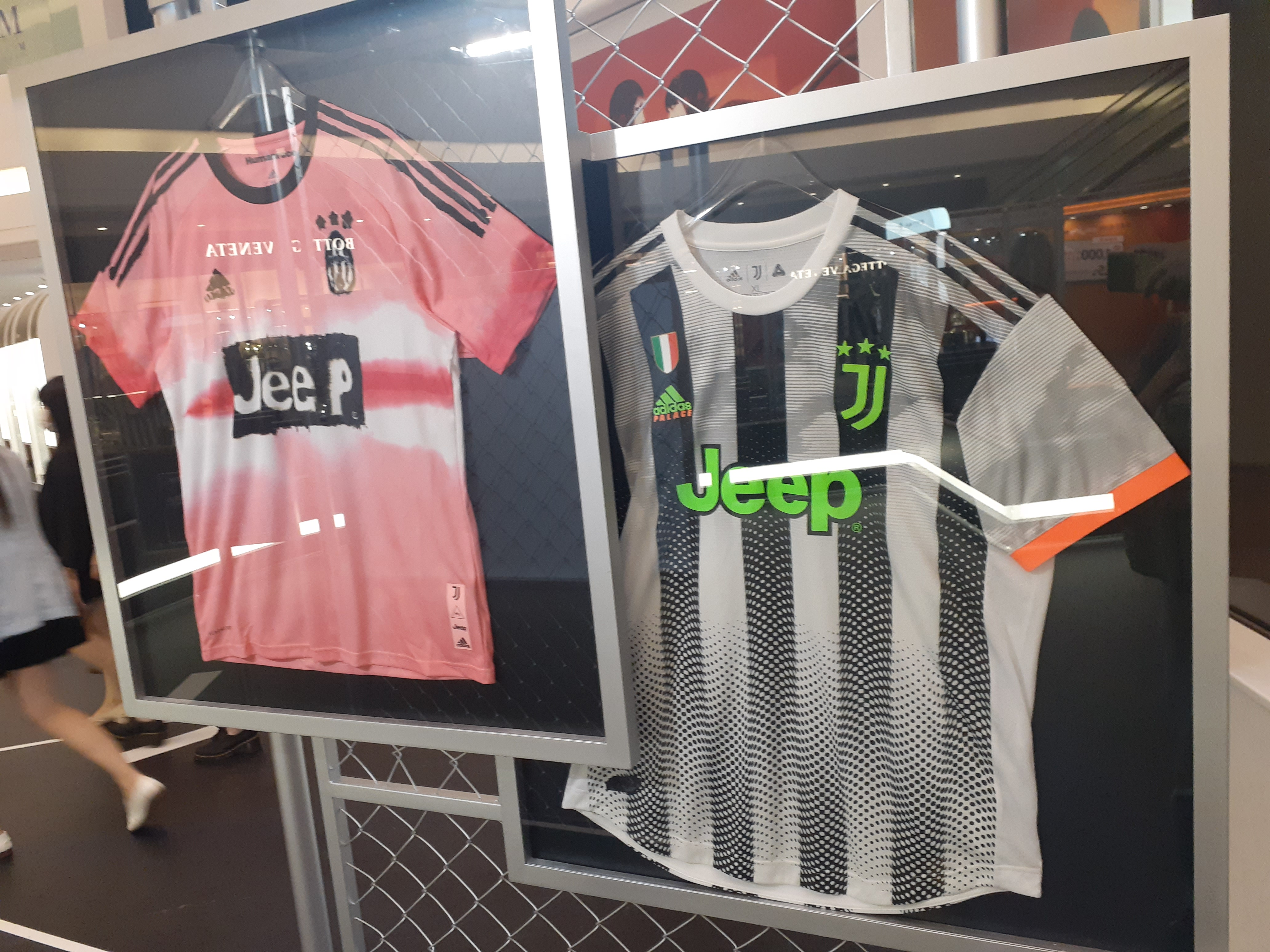
La speciale quarta divisa (a sinistra) realizzata in collaborazione tra adidas e Humanrace e indossata il 25 ottobre 2020

Per la sfida di campionato del 21 marzo 2021 allo Stadium contro il Benevento, in coincidenza con la giornata internazionale per l'eliminazione della discriminazione razziale, i bianconeri scendono in campo vestendo la maglia da trasferta ma con una personalizzazione ad hoc per nomi e numeri di gioco, consistente in statistiche legate al razzismo.
In occasione della finale di Coppa Italia contro l'Atalanta e dell'ultima giornata di campionato contro il Bologna la squadra scende in campo indossando la divisa della stagione 2021-2022.
| Casa | Casa (Maggio 2021) | Trasferta | Terza divisa | Quarta divisa |

Per i portieri sono disponibili tre divise in varianti giallo, grigio e corallo. A stagione in corso, abbinato alla quarta divisa, è stato approntato un ulteriore completo riservato agli estremi difensori in variante verde. Similmente con quanto avvenuto per i calciatori di movimento, nella finale di Coppa Italia e nell'ultima partita di campionato anche i portieri juventini scendono eccezionalmente in campo con le divise della stagione 2021-2022.
| 1ª portiere | 1ª portiere (38ª Serie A) | 1ª portiere (Finale Coppa Italia) | 2ª portiere | 3ª portiere |

## Organigramma societario
ORGANI DI AMMINISTRAZIONE E CONTROLLO
Consiglio di amministrazione
- Presidente: Andrea Agnelli
- Presidenti onorari: Giampiero Boniperti e Franzo Grande Stevens
- Vicepresidente: Pavel Nedvěd
- Chief Football Officer: Fabio Paratici
- Chief Revenue Officer: Giorgio Ricci
- Chief Financial Officer - Chief of Staff: Stefano Bertola
- Amministratori: Paolo Garimberti, Asaia Grazioli Venier, Caitlin Hughes, Daniela Marilungo
- Amministratori indipendenti: Maurizio Arrivabene, Francesco Roncaglio, Enrico Vellano

Collegio sindacale
- Presidente: Paolo Piccatti
- Sindaci effettivi: Roberto Longo, Silvia Lirici
- Sindaci supplenti: Roberto Petrignani, Nicoletta Parracchini

AREE E MANAGEMENT
Area gestione aziendale
- Responsabile gestione e controllo investimenti immobiliari: Riccardo Abrate
- Direttore pianificazione, controllo e progetti speciali e resp. finanziario: Stefano Bertola
- Responsabile internal audit: Alessandra Borelli
- Responsabile segreteria sportiva: Francesco Gianello
- Responsabile information technology: Claudio Leonardi
- Responsabile amministrativo: Alberto Mignone
- Responsabile marketing e risorse digitali: Federico Palomba
- Responsabile global partnerships e ricavi aziendali: Giorgio Ricci
- Direttore risorse umane: Sergio Spinelli, poi Tiziana Zancan[29][30]
- Brand ambassador: David Trezeguet
- Responsabile legale: Fabio Tucci, poi Cesare Gabasio[29][30]
- Responsabile Brand, Licensing e Retail: Silvio Vigato
- Direttore commerciale: Giorgio Ricci
- Dirigente internal audit: Luigi Bocchio

Area comunicazione
- Direttore JTV: Claudio Zuliani
- Comunicazione corporate: Stefano Coscia
- Responsabile marketing: Alessandro Sandiano

Direzione comunicazione e relazioni esterne
- Responsabile: Claudio Albanese
- Ufficio Stampa, Media Operations & Communication Alignment: Gabriella Ravizzotti
- Protocol & Corporate Public Relations: Fulvia Moscheni
- Sustainability: Andrea Maschietto

Area sportiva
- Direttore sportivo: Fabio Paratici
- Head of Football Teams and Technical Areas: Federico Cherubini
- General Secretary: Maurizio Lombardo (fino al 30 ottobre 2020)[31]
- 1st Team Manager: Matteo Fabris

Area tecnica
Staff tecnico
- Allenatore: Andrea Pirlo
- Allenatore in seconda: Igor Tudor
- Collaboratori tecnici: Roberto Baronio, Antonio Gagliardi
- Preparatori dei portieri: Claudio Filippi, Tommaso Orsini

Preparatori atletici
- Responsabile prep. atletica: Paolo Bertelli
- Preparatori atletici: Andrea Pertusio, Enrico Maffei

Sport Science
- Responsabile: Duccio Ferrari Bravo
- Sport Scientist: Antonio Gualtieri

Match Analysis
- Responsabile: Riccardo Scirea
- Match Analyst: Domenico Vernamonte, Giuseppe Maiuri

Area sanitaria
- Centro medico: J-Medical

Staff medico
- Responsabile sanitario: Luca Stefanini
- Responsabile prima squadra: Nikos Tzouroudis
- Medico prima squadra: Marco Freschi

## Rosa
Rosa e numerazione sono aggiornate al 2 maggio 2021.
| N. |                        | Ruolo | Calciatore                       |
| -- | ---------------------- | ----- | -------------------------------- |
| 1  | Polonia (bandiera)     | P     | Wojciech Szczęsny                |
| 2  | Italia (bandiera)      | D     | Mattia De Sciglio                |
| 3  | Italia (bandiera)      | D     | Giorgio Chiellini (capitano)     |
| 4  | Paesi Bassi (bandiera) | D     | Matthijs de Ligt                 |
| 5  | Brasile (bandiera)     | C     | Arthur                           |
| 6  | Germania (bandiera)    | C     | Sami Khedira                     |
| 7  | Portogallo (bandiera)  | A     | Cristiano Ronaldo                |
| 8  | Galles (bandiera)      | C     | Aaron Ramsey                     |
| 9  | Spagna (bandiera)      | A     | Álvaro Morata                    |
| 10 | Argentina (bandiera)   | A     | Paulo Dybala                     |
| 11 | Brasile (bandiera)     | A     | Douglas Costa                    |
| 12 | Brasile (bandiera)     | D     | Alex Sandro                      |
| 13 | Brasile (bandiera)     | D     | Danilo                           |
| 14 | Stati Uniti (bandiera) | C     | Weston McKennie                  |
| 16 | Colombia (bandiera)    | D     | Juan Cuadrado                    |
| 19 | Italia (bandiera)      | D     | Leonardo Bonucci (vice capitano) |
| 22 | Italia (bandiera)      | C     | Federico Chiesa                  |
| 24 | Italia (bandiera)      | D     | Daniele Rugani                   |

| N. |                       | Ruolo | Calciatore            |
| -- | --------------------- | ----- | --------------------- |
| 25 | Francia (bandiera)    | C     | Adrien Rabiot         |
| 28 | Turchia (bandiera)    | D     | Merih Demiral         |
| 30 | Uruguay (bandiera)    | C     | Rodrigo Bentancur     |
| 31 | Italia (bandiera)     | P     | Carlo Pinsoglio       |
| 33 | Italia (bandiera)     | C     | Federico Bernardeschi |
| 34 | Italia (bandiera)     | A     | Marco Da Graca        |
| 36 | Italia (bandiera)     | D     | Alessandro Di Pardo   |
| 37 | Romania (bandiera)    | D     | Radu Drăgușin         |
| 38 | Italia (bandiera)     | D     | Gianluca Frabotta     |
| 39 | Italia (bandiera)     | C     | Manolo Portanova      |
| 40 | Albania (bandiera)    | A     | Giacomo Vrioni        |
| 41 | Italia (bandiera)     | C     | Nicolò Fagioli        |
| 44 | Svezia (bandiera)     | C     | Dejan Kulusevski      |
| 50 | Tunisia (bandiera)    | A     | Hamza Rafia           |
| 52 | Brasile (bandiera)    | D     | Wesley                |
| 53 | Portogallo (bandiera) | A     | Félix Correia         |
| 77 | Italia (bandiera)     | P     | Gianluigi Buffon      |

## Calciomercato

### Sessione estiva(dal 1º/09 al 5/10)
| Acquisti         | Acquisti                | Acquisti             | Acquisti |
| R.               | Nome                    | da                   | Modalità |
| ---------------- | ----------------------- | -------------------- | --- |
| C                | Arthur                  | Barcellona           | definitivo (72 milioni € + 10 milioni € bonus)                                                                       |
| C                | Federico Chiesa         | Fiorentina           | prestito biennale (10 milioni €) con diritto di riscatto convertibile in obbligo (40 milioni € + 10 milioni € bonus) |
| C                | Dejan Kulusevski        | Parma                | fine prestito |
| C                | Rolando Mandragora      | Udinese              | definitivo (10,7 milioni € + 6 milioni € bonus)                                                                      |
| C                | Weston McKennie         | Schalke 04           | prestito (4,5 milioni €) con diritto di riscatto convertibile in obbligo (18,5 milioni € + 7 milioni € bonus)        |
| A                | Álvaro Morata           | Atlético Madrid      | prestito (10 milioni €) con diritto di riscatto (45 milioni €)                                                       |
| Altre operazioni |                         |                      | |
| R.               | Nome                    | da                   | Modalità |
| P                | Stefano Gori            | Pisa                 | definitivo |
| P                | Timothy Nocchi          | Federazione italiana | tesseramento |
| P                | Mattia Perin            | Genoa                | fine prestito |
| D                | Tommaso Barbieri        | Novara               | definitivo |
| D                | Félix Nzouango Bikien   | Amiens               | definitivo |
| D                | Albian Hajdari          | Basilea              | definitivo |
| D                | Luca Pellegrini         | Cagliari             | fine prestito |
| D                | Cristian Romero         | Genoa                | fine prestito |
| D                | Diego Stramaccioni      | Vis Pesaro           | definitivo |
| C                | Hans Nicolussi Caviglia | Perugia              | fine prestito |
| A                | Andrea Brighenti        | Monza                | definitivo |
| A                | Félix Correia           | Manchester City      | definitivo (10,5 milioni €)                                                                                          |
| A                | Samuel Iling-Junior     | Federazione inglese  | tesseramento |
| A                | Samuel Mbangula         | Federazione belga    | tesseramento |
| A                | Nicola Mosti            | Monza                | prestito |
| A                | Marko Pjaca             | Anderlecht           | fine prestito |
| A                | Bayron Strijdonck       | Federazione olandese | tesseramento |

| Cessioni         | Cessioni                  | Cessioni            | Cessioni                                                                                  |
| R.               | Nome                      | a                   | Modalità                                                                                  |
| ---------------- | ------------------------- | ------------------- | ----------------------------------------------------------------------------------------- |
| D                | Mattia De Sciglio         | Olympique Lione     | prestito                                                                                  |
| D                | Daniele Rugani            | Rennes              | prestito                                                                                  |
| C                | Rolando Mandragora        | Udinese             | prestito                                                                                  |
| C                | Blaise Matuidi            |                     | risoluzione                                                                               |
| C                | Miralem Pjanić            | Barcellona          | definitivo (60 milioni € + 5 milioni € bonus)                                             |
| A                | Douglas Costa             | Bayern Monaco       | prestito                                                                                  |
| A                | Gonzalo Higuaín           |                     | risoluzione                                                                               |
| Altre operazioni |                           |                     |                                                                                           |
| R.               | Nome                      | a                   | Modalità                                                                                  |
| P                | Mattia Del Favero         | Pescara             | prestito                                                                                  |
| P                | Mirco Lipari              | Empoli              | prestito                                                                                  |
| P                | Leonardo Loria            | Pisa                | definitivo                                                                                |
| P                | Mattia Perin              | Genoa               | prestito                                                                                  |
| P                | Răzvan Sava               | Torino              | definitivo                                                                                |
| P                | Alessandro Siano          | Imolese             | definitivo                                                                                |
| D                | Pietro Beruatto           | L.R. Vicenza        | prestito                                                                                  |
| D                | Gabriele Boloca           | Monza               | prestito                                                                                  |
| D                | Dario Del Fabro           | ADO Den Haag        | prestito                                                                                  |
| D                | Rafael Bandeira           | Amiens              | esercizio d'opzione                                                                       |
| D                | Albian Hajdari            | Basilea             | prestito biennale                                                                         |
| D                | Alessandro Minelli        | Bari                | prestito                                                                                  |
| D                | Erasmo Mulè               | Juve Stabia         | prestito                                                                                  |
| D                | Luca Pellegrini           | Genoa               | prestito                                                                                  |
| D                | Cristian Romero           | Atalanta            | prestito biennale (2 milioni € + 2 milioni € bonus) con diritto di opzione (16 milioni €) |
| D                | Raffaele Spina            | Torino              | definitivo                                                                                |
| D                | Diego Stramaccioni        | Vis Pesaro          | prestito                                                                                  |
| D                | Nikita Vlasenko           | Sion                | prestito                                                                                  |
| D                | Gianmaria Zanandrea       | Mantova             | definitivo                                                                                |
| D                | Claudio Zappa             | Mantova             | definitivo                                                                                |
| C                | Naouirou Ahamada          | Stoccarda           | prestito con obbligo di riscatto                                                          |
| C                | Michael Brentan           | Sampdoria           | obbligo di riscatto                                                                       |
| C                | Leandro Fernandes         | Pescara             | definitivo                                                                                |
| C                | Grīgorīs Kastanos         | Frosinone           | prestito con obbligo di riscatto                                                          |
| C                | Simone Muratore           | Atalanta            | definitivo (7 milioni €)                                                                  |
| C                | Hans Nicolussi Caviglia   | Parma               | prestito                                                                                  |
| C                | Joël Ribeiro              | Friburgo            | prestito biennale                                                                         |
| C                | Ransford Selasi           | Lugano              | definitivo                                                                                |
| C                | Idrissa Touré             | Vitesse             | prestito                                                                                  |
| A                | Matteo Brunori            | Virtus Entella      | prestito                                                                                  |
| A                | Nikolai Baden Frederiksen | WSG Swarovski Tirol | prestito                                                                                  |
| A                | Stephy Mavididi           | Montpellier         | definitivo (6,3 milioni €)                                                                |
| A                | Pablo Moreno              | Manchester City     | definitivo (10 milioni €)                                                                 |
| A                | Dany Mota                 | Monza               | obbligo di riscatto                                                                       |
| A                | Marco Olivieri            | Empoli              | prestito                                                                                  |
| A                | Marko Pjaca               | Genoa               | prestito                                                                                  |
| A                | Kaly Sene                 | Basilea             | definitivo                                                                                |
| A                | Luca Zanimacchia          | Real Saragozza      | prestito con diritto di riscatto                                                          |

### Sessione invernale(dal 4/01 al 1/02)
| Acquisti         | Acquisti            | Acquisti            | Acquisti                                       |
| R.               | Nome                | da                  | Modalità                                       |
| ---------------- | ------------------- | ------------------- | ---------------------------------------------- |
| C                | Nicolò Rovella      | Genoa               | definitivo (18 milioni € + 20 milioni € bonus) |
| Altre operazioni |                     |                     |                                                |
| R.               | Nome                | da                  | Modalità                                       |
| D                | Gabriele Boloca     | Monza               | fine prestito                                  |
| D                | Davide De Marino    | Pro Vercelli        | definitivo                                     |
| D                | Daniele Rugani      | Rennes              | fine prestito                                  |
| C                | Marley Aké          | Olympique Marsiglia | definitivo (8 milioni €)                       |
| C                | Mattia Compagnon    | Udinese             | prestito con opzione di riscatto               |
| C                | Abdoulaye Dabo      | Nantes              | prestito con opzione di riscatto               |
| C                | Rolando Mandragora  | Udinese             | fine prestito                                  |
| A                | Christopher Lungoyi | Lugano              | definitivo                                     |
| A                | Emanuele Pecorino   | Catania             | definitivo                                     |

| Cessioni         | Cessioni            | Cessioni            | Cessioni                                          |
| R.               | Nome                | a                   | Modalità                                          |
| ---------------- | ------------------- | ------------------- | ------------------------------------------------- |
| C                | Sami Khedira        |                     | risoluzione                                       |
| C                | Nicolò Rovella      | Genoa               | prestito                                          |
| Altre operazioni |                     |                     |                                                   |
| R.               | Nome                | a                   | Modalità                                          |
| P                | Stefano Gori        | Pisa                | prestito                                          |
| D                | Luca Coccolo        | Cremonese           | prestito                                          |
| D                | Giulio Parodi       | Pro Vercelli        | definitivo                                        |
| D                | Daniele Rugani      | Cagliari            | prestito                                          |
| D                | Wesley              | Sion                | prestito                                          |
| C                | Rolando Mandragora  | Torino              | prestito con diritto di opzione (16 milioni €)    |
| C                | Manolo Portanova    | Genoa               | definitivo (10 milioni € + 5 milioni € bonus)     |
| C                | Franco Tongya       | Olympique Marsiglia | definitivo (8 milioni €)                          |
| A                | Christopher Lungoyi | Lugano              | prestito                                          |
| A                | Kevin Monzialo      | Lugano              | definitivo                                        |
| A                | Nicola Mosti        |                     | risoluzione                                       |
| A                | Elia Petrelli       | Genoa               | definitivo (8 milioni € + 5,3 milioni € di bonus) |

### Operazioni esterne alle sessioni
| Acquisti | Acquisti        | Acquisti        | Acquisti                                          |
| R.       | Nome            | da              | Modalità                                          |
| -------- | --------------- | --------------- | ------------------------------------------------- |
| C        | Weston McKennie | Schalke 04      | definitivo (18,5 milioni € + 6,5 milioni € bonus) |
| A        | Douglas Costa   | Bayern Monaco   | fine prestito                                     |
| A        | Álvaro Morata   | Atlético Madrid | rinnovo prestito (10 milioni €)                   |

| Cessioni | Cessioni      | Cessioni | Cessioni |
| R.       | Nome          | a        | Modalità |
| -------- | ------------- | -------- | -------- |
| A        | Douglas Costa | Grêmio   | prestito |

## Risultati

### Serie A

#### Girone di andata
| Arbitro: | Piccinini (Forlì) |

|                                        |           |  |
| Kulusevski 13’ Bonucci 78’ Ronaldo 88’ | Marcatori |  |

| Arbitro: | Di Bello (Brindisi) |

|                            |           |                         |
| Veretout 31’ (rig.), 45+1’ | Marcatori | 43’ (rig.), 69’ Ronaldo |

| Arbitro: | Mariani (Aprilia) |

|                        |           |                       |
| Ronaldo 13’ Dybala 73’ | Marcatori | 90’ (rig.) L. Insigne |

| Arbitro: | Fourneau (Roma) |

|                 |           |            |
| Simy 12’ (rig.) | Marcatori | 21’ Morata |

| Arbitro: | Pasqua (Tivoli) |

|                |           |             |
| Kulusevski 77’ | Marcatori | 60’ Favilli |

| Arbitro: | Abisso (Palermo) |

|            |           |                                               |
| Pobega 32’ | Marcatori | 14’ Morata 59’, 76’ (rig.) Ronaldo 67’ Rabiot |

| Arbitro: | Massa (Imperia) |

|               |           |             |
| Caicedo 90+5’ | Marcatori | 15’ Ronaldo |

| Arbitro: | Maresca (Napoli) |

|                  |           |  |
| Ronaldo 38’, 42’ | Marcatori |  |

| Arbitro: | Pasqua (Tivoli) |

|               |           |            |
| Letizia 45+3’ | Marcatori | 21’ Morata |

| Arbitro: | Orsato (Schio) |

|                          |           |            |
| McKennie 77’ Bonucci 89’ | Marcatori | 9’ Nkoulou |

| Arbitro: | Di Bello (Brindisi) |

|             |           |                                           |
| Sturaro 61’ | Marcatori | 57’ Dybala 78’ (rig.), 89’ (rig.) Ronaldo |

| Arbitro: | Doveri (Roma) |

|            |           |             |
| Chiesa 29’ | Marcatori | 57’ Freuler |

| Arbitro: | Calvarese (Teramo) |

|  |           |                                            |
|  | Marcatori | 23’ Kulusevski 26’, 48’ Ronaldo 86’ Morata |

| Arbitro: | La Penna (Roma) |

|  |           |                                                |
|  | Marcatori | 3’ Vlahović 76’ (aut.) Alex Sandro 81’ Cáceres |

| Arbitro: | Giacomelli (Trieste) |

|                                          |           |               |
| Ronaldo 31’, 70’ Chiesa 49’ Dybala 90+3’ | Marcatori | 90’ Zeegelaar |

| Arbitro: | Irrati (Pistoia) |

|              |           |                              |
| Calabria 41’ | Marcatori | 18’, 62’ Chiesa 76’ McKennie |

| Arbitro: | Massa (Imperia) |

|                                     |           |            |
| Danilo 50’ Ramsey 82’ Ronaldo 90+2’ | Marcatori | 58’ Defrel |

| Arbitro: | Doveri (Roma) |

|                       |           |  |
| Vidal 12’ Barella 52’ | Marcatori |  |

| Arbitro: | Sacchi (Macerata) |

|                         |           |  |
| Arthur 15’ McKennie 71’ | Marcatori |  |

#### Girone di ritorno
| Arbitro: | Fabbri (Ravenna) |

|  |           |                         |
|  | Marcatori | 20’ Chiesa 90+1’ Ramsey |

| Arbitro: | Orsato (Schio) |

|                               |           |  |
| Ronaldo 13’ Ibañez 69’ (aut.) | Marcatori |  |

| Arbitro: | Doveri (Roma) |

|                       |           |  |
| L. Insigne 31’ (rig.) | Marcatori |  |

| Arbitro: | Marini (Roma) |

|                                 |           |  |
| Ronaldo 38’, 45+1’ McKennie 66’ | Marcatori |  |

| Arbitro: | Maresca (Napoli) |

|           |           |             |
| Barák 77’ | Marcatori | 49’ Ronaldo |

| Arbitro: | Sacchi (Macerata) |

|                                   |           |  |
| Morata 62’ Chiesa 71’ Ronaldo 89’ | Marcatori |  |

| Arbitro: | Massa (Imperia) |

|                                   |           |            |
| Rabiot 39’ Morata 57’, 60’ (rig.) | Marcatori | 14’ Correa |

| Arbitro: | Calvarese (Teramo) |

|             |           |                              |
| Simeone 61’ | Marcatori | 10’, 25’ (rig.), 32’ Ronaldo |

| Arbitro: | Abisso (Palermo) |

|  |           |           |
|  | Marcatori | 69’ Gaich |

| Arbitro: | Fabbri (Ravenna) |

|                   |           |                        |
| Sanabria 27’, 46’ | Marcatori | 13’ Chiesa 79’ Ronaldo |

| Arbitro: | Di Bello (Brindisi) |

|                                       |           |              |
| Kulusevski 4’ Morata 22’ McKennie 70’ | Marcatori | 49’ Scamacca |

| Arbitro: | Orsato (Schio) |

|                  |           |  |
| Malinovs'kyj 87’ | Marcatori |  |

| Arbitro: | Giacomelli (Trieste) |

|                                  |           |             |
| Alex Sandro 43’, 47’ De Ligt 68’ | Marcatori | 25’ Brugman |

| Arbitro: | Massa (Imperia) |

|                     |           |            |
| Vlahović 29’ (rig.) | Marcatori | 46’ Morata |

| Arbitro: | Chiffi (Padova) |

|            |           |                         |
| Molina 10’ | Marcatori | 83’ (rig.), 89’ Ronaldo |

| Arbitro: | Valeri (Roma) |

|  |           |                                    |
|  | Marcatori | 45+1’ B. Díaz 78’ Rebić 82’ Tomori |

| Arbitro: | Giacomelli (Trieste) |

|               |           |                                   |
| Raspadori 59’ | Marcatori | 28’ Rabiot 45’ Ronaldo 66’ Dybala |

| Arbitro: | Calvarese (Teramo) |

|                                        |           |                                        |
| Ronaldo 24’ Cuadrado 45+3’, 88’ (rig.) | Marcatori | 35’ (rig.) Lukaku 83’ (aut.) Chiellini |

| Arbitro: | Valeri (Roma) |

|              |           |                                      |
| Orsolini 85’ | Marcatori | 6’ Chiesa 29’, 47’ Morata 45’ Rabiot |

### Coppa Italia

#### Fase finale
| Arbitro: | Chiffi (Padova) |

|                                     |           |                           |
| Kulusevski 2’ Morata 23’ Rafia 105’ | Marcatori | 28’ Czyborra 74’ Melegoni |

| Arbitro: | Pezzuto (Lecce) |

|                                                            |           |  |
| Morata 16’ (rig.) Frabotta 33’ Kulusevski 78’ Chiesa 90+4’ | Marcatori |  |

| Arbitro: | Calvarese (Teramo) |

|             |           |                         |
| Martínez 9’ | Marcatori | 26’ (rig.), 35’ Ronaldo |

| Torino 9 febbraio 2021, ore 20:45 CET Semifinale - Ritorno | Juventus          | 0 – 0 referto | Inter | Juventus Stadium (0 spett.)\| Arbitro: \| Mariani (Aprilia) \| |
| Arbitro:                                                   | Mariani (Aprilia) |               |       |                                                                |

| Arbitro: | Massa (Imperia) |

|                  |           |                           |
| Malinovs'kyj 41’ | Marcatori | 31’ Kulusevski 73’ Chiesa |

### UEFA Champions League

#### Fase a gironi
| Arbitro: | Hațegan |

|  |           |                 |
|  | Marcatori | 46’, 84’ Morata |

| Arbitro: | Makkelie |

|  |           |                                |
|  | Marcatori | 14’ Dembélé 90+1’ (rig.) Messi |

| Arbitro: | Grinfeld |

|          |           |                                            |
| Boli 90’ | Marcatori | 7’, 60’ Morata 73’ Dybala 81’ (aut.) Dvali |

| Arbitro: | Siebert |

|                          |           |           |
| Ronaldo 35’ Morata 90+2’ | Marcatori | 19’ Uzuni |

| Arbitro: | Frappart |

|                                   |           |  |
| Chiesa 21’ Ronaldo 57’ Morata 66’ | Marcatori |  |

| Arbitro: | Stieler |

|  |           |                                             |
|  | Marcatori | 13’ (rig.), 52’ (rig.) Ronaldo 20’ McKennie |

#### Fase a eliminazione diretta
| Arbitro: | Del Cerro Grande |

|                      |           |            |
| Taremi 2’ Marega 46’ | Marcatori | 82’ Chiesa |

| Arbitro: | Kuipers |

|                             |           |                                  |
| Chiesa 49’, 63’ Rabiot 117’ | Marcatori | 19’ (rig.), 115’ Sérgio Oliveira |

### Supercoppa italiana
| Arbitro: | Valeri (Roma 2) |

|                          |           |  |
| Ronaldo 64’ Morata 90+5’ | Marcatori |  |

## Statistiche

### Statistiche di squadra
Statistiche aggiornate al 23 maggio 2021.
| Competizione        | Punti | In casa | In casa | In casa | In casa | In casa | In casa | In trasferta | In trasferta | In trasferta | In trasferta | In trasferta | In trasferta | Totale | Totale | Totale | Totale | Totale | Totale | D.R. |
| Competizione        | Punti | G       | V       | N       | P       | Gf      | Gs      | G            | V            | N            | P            | Gf           | Gs           | G      | V      | N      | P      | Gf     | Gs     | D.R. |
| ------------------- | ----- | ------- | ------- | ------- | ------- | ------- | ------- | ------------ | ------------ | ------------ | ------------ | ------------ | ------------ | ------ | ------ | ------ | ------ | ------ | ------ | ---- |
| Serie A             | 78    | 19      | 14      | 2       | 3       | 40      | 18      | 19           | 9            | 7            | 3            | 37           | 20           | 38     | 23     | 9      | 6      | 77     | 38     | +39  |
| Coppa Italia        | -     | 3       | 2       | 1       | 0       | 7       | 2       | 1            | 1            | 0            | 0            | 2            | 1            | 5      | 4      | 1      | 0      | 11     | 4      | +7   |
| Champions League    | 15    | 4       | 3       | 0       | 1       | 8       | 5       | 4            | 3            | 0            | 1            | 10           | 3            | 8      | 6      | 0      | 2      | 18     | 8      | +10  |
| Supercoppa italiana | -     | 0       | 0       | 0       | 0       | 0       | 0       | 0            | 0            | 0            | 0            | 0            | 0            | 1      | 1      | 0      | 0      | 2      | 0      | +2   |
| Totale              | -     | 26      | 19      | 3       | 4       | 55      | 25      | 24           | 13           | 7            | 4            | 49           | 24           | 52     | 34     | 10     | 8      | 108    | 50     | +58  |

### Andamento in campionato
| Giornata  | 1 | 2 | 3 | 4 | 5 | 6 | 7 | 8 | 9 | 10 | 11 | 12 | 13 | 14 | 15 | 16 | 17 | 18 | 19 | 20 | 21 | 22 | 23 | 24 | 25 | 26 | 27 | 28 | 29 | 30 | 31 | 32 | 33 | 34 | 35 | 36 | 37 | 38 |
| --------- | - | - | - | - | - | - | - | - | - | -- | -- | -- | -- | -- | -- | -- | -- | -- | -- | -- | -- | -- | -- | -- | -- | -- | -- | -- | -- | -- | -- | -- | -- | -- | -- | -- | -- | -- |
| Luogo     | C | T | C | T | C | T | T | C | T | C  | T  | C  | T  | C  | C  | T  | C  | T  | C  | T  | C  | T  | C  | T  | C  | C  | T  | C  | T  | C  | T  | C  | T  | T  | C  | T  | C  | T  |
| Risultato | V | N | V | N | N | V | N | V | N | V  | V  | N  | V  | P  | V  | V  | V  | P  | V  | V  | V  | P  | V  | N  | V  | V  | V  | P  | N  | V  | P  | V  | N  | V  | P  | V  | V  | V  |
| Posizione | 1 | 4 | 3 | 4 | 5 | 3 | 5 | 4 | 4 | 3  | 3  | 3  | 3  | 6  | 5  | 4  | 4  | 5  | 4  | 4  | 3  | 4  | 3  | 3  | 3  | 3  | 3  | 3  | 4  | 3  | 4  | 4  | 3  | 2  | 5  | 5  | 5  | 4  |

Fonte:  Serie A – Classifica, su legaseriea.it.
Legenda:

Luogo: C = Casa; T = Trasferta. Risultato: V = Vittoria; N = Pareggio; P = Sconfitta.

### Statistiche dei giocatori
| Giocatore       | Serie A  | Serie A | Serie A     | Serie A    | Coppa Italia | Coppa Italia | Coppa Italia | Coppa Italia | UEFA Champions League | UEFA Champions League | UEFA Champions League | UEFA Champions League | Supercoppa italiana | Supercoppa italiana | Supercoppa italiana | Supercoppa italiana | Totale   | Totale | Totale      | Totale     |
| Giocatore       | Presenze | Reti    | Ammonizioni | Espulsioni | Presenze     | Reti         | Ammonizioni  | Espulsioni   | Presenze              | Reti                  | Ammonizioni           | Espulsioni            | Presenze            | Reti                | Ammonizioni         | Espulsioni          | Presenze | Reti   | Ammonizioni | Espulsioni |
| --------------- | -------- | ------- | ----------- | ---------- | ------------ | ------------ | ------------ | ------------ | --------------------- | --------------------- | --------------------- | --------------------- | ------------------- | ------------------- | ------------------- | ------------------- | -------- | ------ | ----------- | ---------- |
| Arthur          | 22       | 1       | 3           | 0          | 2            | 0            | 1            | 0            | 7                     | 0                     | 0                     | 0                     | 1                   | 0                   | 0                   | 0                   | 32       | 1      | 4           | 0          |
| R. Bentancur    | 33       | 0       | 8           | 1          | 4            | 0            | 1            | 0            | 7                     | 0                     | 2                     | 0                     | 1                   | 0                   | 0                   | 0                   | 45       | 0      | 11          | 1          |
| F. Bernardeschi | 27       | 0       | 3           | 0          | 4            | 0            | 1            | 0            | 7                     | 0                     | 1                     | 0                     | 1                   | 0                   | 0                   | 0                   | 39       | 0      | 5           | 0          |
| L. Bonucci      | 26       | 2       | 4           | 0          | 2            | 0            | 0            | 0            | 6                     | 0                     | 0                     | 0                     | 1                   | 0                   | 0                   | 0                   | 35       | 2      | 4           | 0          |
| G. Buffon       | 8        | -5      | 0           | 0          | 5            | -4           | 0            | 0            | 1                     | -0                    | 0                     | 0                     | 0                   | 0                   | 0                   | 0                   | 14       | -9     | 0           | 0          |
| G. Chiellini    | 17       | 0       | 4           | 0          | 4            | 0            | 1            | 0            | 3                     | 0                     | 0                     | 0                     | 1                   | 0                   | 0                   | 0                   | 25       | 0      | 5           | 0          |
| F. Chiesa       | 30       | 8       | 3           | 1          | 4            | 2            | 1            | 0            | 8                     | 4                     | 2                     | 0                     | 1                   | 0                   | 0                   | 0                   | 43       | 14     | 6           | 1          |
| F. Correia      | 1        | 0       | 0           | 0          | -            | -            | -            | -            | -                     | -                     | -                     | -                     | -                   | -                   | -                   | -                   | 1        | 0      | 0           | 0          |
| D. Costa        | 2        | 0       | 0           | 0          | -            | -            | -            | -            | -                     | -                     | -                     | -                     | -                   | -                   | -                   | -                   | 2        | 0      | 0           | 0          |
| J. Cuadrado     | 30       | 2       | 9           | 1          | 3            | 0            | 0            | 0            | 6                     | 0                     | 3                     | 0                     | 1                   | 0                   | 0                   | 0                   | 40       | 2      | 12          | 1          |
| Danilo          | 34       | 1       | 6           | 0          | 4            | 0            | 0            | 0            | 7                     | 0                     | 3                     | 0                     | 1                   | 0                   | 0                   | 0                   | 46       | 1      | 9           | 0          |
| M. Da Graca     | -        | -       | -           | -          | 1            | 0            | 0            | 0            | -                     | -                     | -                     | -                     | -                   | -                   | -                   | -                   | 1        | 0      | 0           | 0          |
| M. De Ligt      | 27       | 1       | 4           | 0          | 4            | 0            | 2            | 0            | 5                     | 0                     | 1                     | 0                     | 0                   | 0                   | 0                   | 0                   | 36       | 1      | 7           | 0          |
| M. De Sciglio   | 1        | 0       | 0           | 0          | -            | -            | -            | -            | -                     | -                     | -                     | -                     | -                   | -                   | -                   | -                   | 1        | 0      | 0           | 0          |
| M. Demiral      | 15       | 0       | 1           | 0          | 4            | 0            | 1            | 0            | 5                     | 0                     | 4                     | 1                     | 0                   | 0                   | 0                   | 0                   | 24       | 0      | 6           | 1          |
| A. Di Pardo     | 4        | 0       | 0           | 0          | 1            | 0            | 0            | 0            | 0                     | 0                     | 0                     | 0                     | 0                   | 0                   | 0                   | 0                   | 5        | 0      | 0           | 0          |
| R. Drăgușin     | 1        | 0       | 0           | 0          | 2            | 0            | 0            | 0            | 1                     | 0                     | 0                     | 0                     | 0                   | 0                   | 0                   | 0                   | 4        | 0      | 0           | 0          |
| P. Dybala       | 20       | 4       | 0           | 0          | 1            | 0            | 0            | 0            | 5                     | 1                     | 0                     | 0                     | 0                   | 0                   | 0                   | 0                   | 26       | 5      | 0           | 0          |
| N. Fagioli      | 1        | 0       | 0           | 0          | 1            | 0            | 0            | 0            | 0                     | 0                     | 0                     | 0                     | 0                   | 0                   | 0                   | 0                   | 2        | 0      | 0           | 0          |
| G. Frabotta     | 15       | 0       | 5           | 0          | 1            | 1            | 0            | 0            | 1                     | 0                     | 0                     | 0                     | 0                   | 0                   | 0                   | 0                   | 17       | 1      | 5           | 0          |
| S. Khedira      | 0        | 0       | 0           | 0          | 0            | 0            | 0            | 0            | -                     | -                     | -                     | -                     | 0                   | 0                   | 0                   | 0                   | 0        | 0      | 0           | 0          |
| D. Kulusevski   | 35       | 4       | 7           | 0          | 5            | 3            | 0            | 0            | 6                     | 0                     | 1                     | 0                     | 1                   | 0                   | 0                   | 0                   | 47       | 7      | 8           | 0          |
| W. McKennie     | 34       | 5       | 5           | 0          | 4            | 0            | 0            | 0            | 7                     | 1                     | 0                     | 0                     | 1                   | 0                   | 0                   | 0                   | 46       | 6      | 5           | 0          |
| Á. Morata       | 32       | 11      | 3           | 1          | 3            | 2            | 1            | 0            | 8                     | 6                     | 1                     | 0                     | 1                   | 1                   | 0                   | 0                   | 44       | 20     | 5           | 1          |
| C. Pinsoglio    | 1        | -1      | 0           | 1          | 0            | 0            | 0            | 0            | 0                     | 0                     | 0                     | 0                     | 0                   | 0                   | 0                   | 0                   | 1        | -1     | 0           | 1          |
| M. Portanova    | 2        | 0       | 1           | 0          | 1            | 0            | 0            | 0            | 0                     | 0                     | 0                     | 0                     | 0                   | 0                   | 0                   | 0                   | 3        | 0      | 1           | 0          |
| A. Rabiot       | 34       | 4       | 7           | 1          | 5            | 0            | 1            | 0            | 7                     | 1                     | 2                     | 0                     | 1                   | 0                   | 0                   | 0                   | 47       | 5      | 10          | 1          |
| H. Rafia        | -        | -       | -           | -          | 1            | 1            | 0            | 0            | -                     | -                     | -                     | -                     | -                   | -                   | -                   | -                   | 1        | 1      | 0           | 0          |
| A. Ramsey       | 22       | 2       | 2           | 0          | 1            | 0            | 0            | 0            | 7                     | 0                     | 1                     | 0                     | 0                   | 0                   | 0                   | 0                   | 30       | 2      | 3           | 0          |
| C. Ronaldo      | 33       | 29      | 3           | 0          | 4            | 2            | 1            | 0            | 6                     | 4                     | 0                     | 0                     | 1                   | 1                   | 1                   | 0                   | 44       | 36     | 5           | 0          |
| D. Rugani       | 0        | 0       | 0           | 0          | -            | -            | -            | -            | -                     | -                     | -                     | -                     | -                   | -                   | -                   | -                   | 0        | 0      | 0           | 0          |
| A. Sandro       | 26       | 2       | 2           | 0          | 3            | 0            | 2            | 0            | 5                     | 0                     | 1                     | 0                     | 0                   | 0                   | 0                   | 0                   | 34       | 2      | 5           | 0          |
| W. Szczęsny     | 30       | -32     | 0           | 0          | 0            | 0            | 0            | 0            | 7                     | -8                    | 0                     | 0                     | 1                   | -0                  | 0                   | 0                   | 38       | -40    | 0           | 0          |
| G. Vrioni       | 1        | 0       | 0           | 0          | -            | -            | -            | -            | -                     | -                     | -                     | -                     | -                   | -                   | -                   | -                   | 1        | 0      | 0           | 0          |
| Wesley          | -        | -       | -           | -          | 1            | 0            | 0            | 0            | -                     | -                     | -                     | -                     | -                   | -                   | -                   | -                   | 1        | 0      | 0           | 0          |

## Giovanili

### Organigramma
Area sportiva
- Academy Manager: Massimiliano Scaglia[96]
- Under-13s to Under-7s Academy Supervisor: Luigi Milani[96]
- Professionals Talent Development: Marco Storari[97]
- Progetto Futsal: Alessio Musti[96]

Area tecnica
- Under-19[98]
  - Allenatore: Andrea Bonatti
  - Allenatore in seconda: Edoardo Sacchini
  - Preparatore atletico: Ivan Teoli, Stefano Vetri
  - Preparatore dei portieri: Daniele Borri
- Under-17[98]
  - Allenatore: Francesco Pedone
  - Allenatore in seconda: Claudio Grauso
  - Preparatore atletico: Francesco Lucia
  - Preparatore dei portieri: Stefano Baroncini
- Under-16[98]
  - Allenatore: Piero Panzanaro
  - Allenatore in seconda: Bruno Loureiro
  - Preparatore atletico: Alessandro Giacosa
  - Preparatore dei portieri: Luca Squinzani
- Under-15[98]
  - Allenatore: Corrado Grabbi
  - Allenatore in seconda: Riccardo Catto
  - Preparatore atletico: Eugenio Gastaldi
  - Preparatore dei portieri: Pietro Pipolo
- Under-14[99]
  - Allenatore: Edoardo Sacchini, Roberto Benesperi

### Piazzamenti
- Under-19:
  - Campionato: fase finale[100]
  - Coppa Italia: quarti di finale[101]
  - UEFA Youth League: cancellata[102]
- Under-17:
  - Campionato: sospeso[103]
- Under-16:
  - Campionato: sospeso[103]
- Under-15:
  - Campionato: sospeso[103]